# Campo Grande
Campo Grande (wym. [ˈkɐ̃pu ˈɡɾɐ̃dʒi]) – miasto w Brazylii, stolica stanu Mato Grosso do Sul. 

## Historia
Założone jako osada rolnicza krótko po wojnie wojnie paragwajskiej. Początkowo osada nosiła nazwę Vila de Santo Antônio de Campo Grande. Po wojnie w Brazylii rozeszły się wieści o urodzajnych, niezamieszkanych ziemiach w okolicy. Założycielem miasta był pochodzący z Monte Alegre de Minas José Antônio Pereira, który osiedlił się z rodziną u zbiegu rzek Prosa i Segredo.
Doceniono walory przyrodnicze regionu – dookoła rozciągały się naturalne pastwiska, nawadniane czystymi wodami. Campo Grande zostało zaplanowane jako ośrodek rozległego regionu rolniczego, z szerokimi ulicami i alejami. Z powodu koloru tutejszej ziemi (czerwony lub brązowy) nazywane bywa Cidade Morena, czyli brązowe miasto. Według danych brazylijskiego biura statystycznego w 2009 roku mieszkało tu 755 107 osób.
Region, w którym zlokalizowano miasto, jest przystankiem dla osób podróżujących drogą lądową z São Paulo lub Minas Gerais do stanu Mato Grosso. Na początku XX wieku wybudowana została kolej, łącząca Campo Grande z miastem Corumbá, położonym przy granicy z Boliwią i z Bauru. Również na początku tego stulecia wybudowano tu kwatery armii brazylijskiej, dzięki czemu miasto stało się ośrodkiem wojskowym.
Campo Grande może poszczycić się dużym wzrostem liczby ludności: w 1970 roku mieszkało tu zaledwie 140 000 osób, a w 2008 już ponad 750.000. Obecnie jest trzecim ośrodkiem miejskim w Środkowo-Zachodniej części Brazylii i zajmuje 23. miejsce wśród największych miast kraju. W 1977 roku stan Mato Grosso został podzielony na dwie części: północną i południową. Campo Grande stało się stolicą części południowej, znanej jako Mato Grosso do Sul. W niedługim czasie przegoniło, pod względem liczby ludności, miasto Cuiabá, dawną stolicę całego Mato Grosso.
Od 1970 roku w mieście działa uniwersytet.
Dziś Campo Grande jest również ośrodkiem kultury, która powstała w wyniku wymieszania tradycji ludów z różnych stron świata. Spotkać można tutaj ludzi pochodzących z japońskiej Okinawy, Afrobrazylijczyków, Arabów, Ormian, Portugalczyków, Niemców, Włochów, Hiszpanów, Paragwajczyków, białych Brazylijczyków z południowej i południowo-wschodniej części kraju oraz Indian.

## Gospodarka
W mieście rozwinął się przemysł spożywczy, drzewny oraz skórzany. Ośrodek handlowy regionu rolniczego. Miasto posiada międzynarodowy port lotniczy.

## Demografia
| Historia populacji | Historia populacji |
| ------------------ | ------------------ |
| 1960               | 74.249             |
| 1970               | 140.140            |
| 1980               | 291.777            |
| 1991               | 526.126            |
| 1996               | 600.069            |
| 2000               | 663.621            |
| 2005               | 749.768            |

## Współpraca
- Gelsenkirchen, Niemcy
- Hamamatsu, Japonia
- Pedro Juan Caballero, Paragwaj
- Ponta Porã, Brazylia
- Rosario, Argentyna
- St. Paul, Stany Zjednoczone
- Srinagar, Indie
- Turyn, Włochy
- Zhengzhou, Chińska Republika Ludowa